# Valentina Terechkova
Valentina Vladimirovna Terechkova (en russe : Валентина Владимировна Терешкова, /vɐlʲɪnʲˈtʲinə vlɐˈdʲimʲɪrəvnə tʲɪrʲɪʂˈkovə/ ), surnommée la Mouette, née le 6 mars 1937 à Maslennikovo (raïon de Toutaïev dans l'oblast de Iaroslavl), est une cosmonaute et est la première femme à être allée dans l'espace à l'âge de 26 ans. Seule à bord de son vaisseau spatial Vostok 6 qui décolle le 16 juin 1963 du cosmodrome de Baïkonour, elle passe près de trois jours en orbite basse et effectue 48 tours autour de la Terre.
Cette mission marque en partie la fin du programme Vostok qui permit à l'Union soviétique de montrer une certaine supériorité dans la course à l'espace qui l'oppose à cette époque aux États-Unis. Le vol de Terechkova a un retentissement international et, par la suite, ardente communiste, elle est utilisée comme porte-drapeau du régime soviétique et symbole de la libération de la femme dans le monde socialiste. Valentina Terechkova ne revolera plus malgré son désir. Elle poursuit à partir de 1966 une carrière politique. Jusqu'à la dissolution de l'Union soviétique, elle est membre des plus hautes instances politiques du pays. Depuis 2011, elle siège à la Douma de Russie sous l'étiquette du parti du président Vladimir Poutine, Russie unie, en tant que représentante de la circonscription de Iaroslavl.

## Biographie

### Enfance et début de vie professionnelle
Valentina Vladimirovna Terechkova naît le 6 mars 1937 dans le village de Maslennikovo (oblast de Iaroslavl), situé au bord de la Volga à 270 kilomètres au nord-est de Moscou (Russie). Ses parents s'y sont installés après avoir quitté la Biélorussie. Son père Vladimir Terechkov est conducteur de tracteur dans une ferme collective, et sa mère Elena Fiodorovna Terechkova est ouvrière dans une usine de textile. En novembre 1939, l'Union soviétique tente d'envahir la Finlande (guerre d'Hiver), mais, malgré la petite taille de son opposant, subit d'importants revers. Vladimir, qui a été enrôlé, est tué quatre mois plus tard aux commandes de son char au cours de combats qui ont lieu en Carélie occidentale. La mère de Valentina, déménage alors avec ses trois enfants à Iaroslavl où elle trouve un emploi dans la filature de coton locale. Valentina Terechkova est scolarisée de 10 à 17 ans. Lorsqu'elle quitte l'école, elle commence par travailler dans une usine de pneumatiques avant de devenir ouvrière dans la filature qui emploie déjà sa mère et sa sœur. Elle suit en parallèle des cours par correspondance à l’École technique de l'Industrie légère et obtient un diplôme en 1960,.
Valentina Terechkova rejoint l'aéro-club de Iaroslavl pour pratiquer le parachutisme et elle effectue son premier saut libre en mai 1959 alors qu'elle a 22 ans. Dans un premier temps, elle s'entraîne sans en parler à sa mère. Elle atteint en deux ans un niveau excellent qui lui permet de devenir à son tour instructrice. À la même époque, elle adhère au Komsomol, l'organisation de la jeunesse du parti communiste soviétique. Ardente communiste, elle est nommée secrétaire de la cellule de Iaroslavl de cette organisation en 1960 et 1961, au sein de l'usine de textile,. Elle adhère au parti communiste en 1962.

### Première femme cosmonaute

#### Première sélection
Valentina Terechkova est enthousiasmée lorsqu'elle apprend l'exploit de son compatriote Youri Gagarine, premier homme à avoir volé dans l'espace au cours de la mission Vostok 1 qui a eu lieu le 12 avril 1961. Elle rêve de voler également. L'exemple de Gagarine a suscité de nombreuses vocations et le responsable de l'entraînement des astronautes, le lieutenant général Nikolaï Kamanine, reçoit de nombreuses candidatures spontanées dont celles de quelques femmes. Il propose à ses supérieurs de réaliser une mission emportant une femme cosmonaute car, explique-t-il, il n'est pas question que la première femme dans l'espace soit une Américaine. Sa proposition est examinée par le Comité central du Parti communiste de l'Union soviétique et celui-ci donne son accord. Mais les membres du comité sont conscients que le nombre de femmes pilotes (critère de recrutement retenu pour les cosmonautes hommes) est trop réduit pour en faire un critère de sélection. Celui-ci est remplacé par la pratique du parachutisme. Le vol du deuxième cosmonaute Guerman Titov, à bord de Vostok 2 a lieu le 6 août 1961 et immédiatement après le Comité central donne son accord au ministère de la Défense pour que celui-ci recrute en 1962, 60 nouveaux cosmonautes dont six femmes. Le colonel Ovenko de l'Armée de l'Air est chargé de la première sélection. Il utilise les listes des membres des aéroclubs pour identifier 58 personnes répondant aux critères fixés (une parachutiste de moins de 30 ans, mesurant moins de 170 cm et pesant moins de 70 kg), sur les 400 personnes,,, dont le profil est examiné. Le cas de Terechkova est étudié mais, dans un premier temps, elle ne fait pas partie des favorites. Heureusement pour elle, le critère idéologique — la candidate doit être membre des jeunesses communistes ou du parti —, et son origine sociale de « fille du peuple » la placent en bonne position, comme c'était le cas pour son homologue Gagarine. Elle est convoquée à Moscou en janvier 1962 pour y passer une série d'examens et d'entrevues,. La sélection se déroule à l'Institut de recherche scientifique en médecine aérospatiale (TsNIAG) situé dans la banlieue de Moscou. Elle fait partie des cinq femmes retenues en février ou en mars. Les quatre autres candidates sélectionnées de ce premier groupe de femmes cosmonautes sont, : 
- Janna Yorkina, née à Riazan et âgée de 23 ans, est professeure d'anglais. Comme tous ses collègues, c'est une parachutiste confirmée ;
- Tatiana Kouznetsova, née à Gorki et âgée de 20 ans, est la plus jeune personne ayant été jamais retenue pour être cosmonaute. Elle détient plusieurs records mondiaux de parachutisme et travaille au département de mathématiques appliquées de l'Académie des sciences ;
- Valentina Ponomariova, née à Moscou et âgée de 29 ans, est la seule à avoir piloté un avion. Elle est une parachutiste expérimentée et travaille à l'Institut des hautes études de mathématiques. Parmi le groupe des cinq sélectionnées, c'est la seule à être mariée et elle a un enfant ;
- Irina Soloviova, née à Kireïevsk et âgée de 25 ans, fait partie de l'équipe nationale de parachutisme de l'Union soviétique et elle détient plusieurs records[Note 2],[15].

#### Entraînement

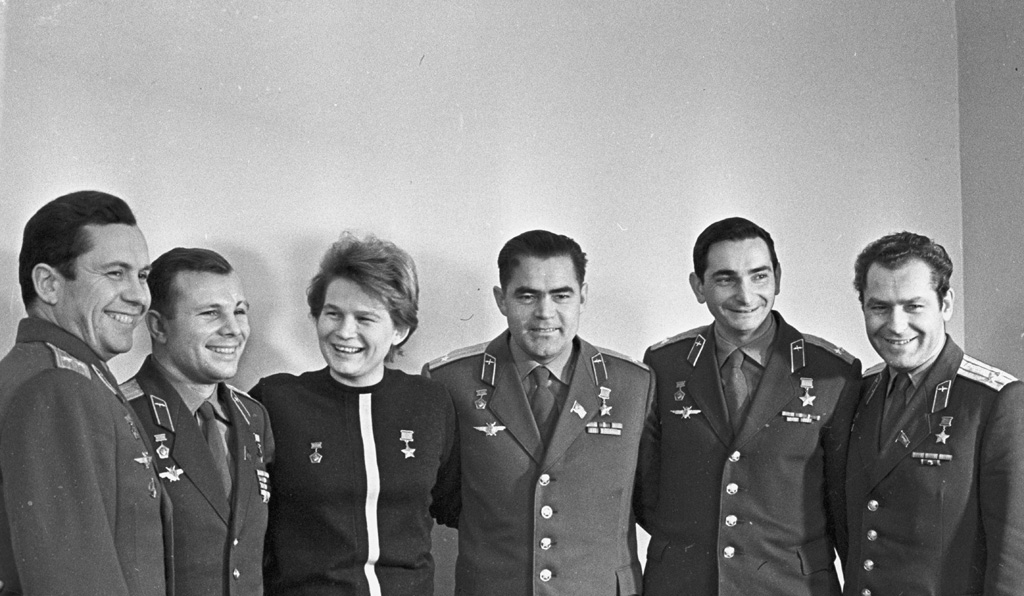
Les six cosmonautes des missions du programme Vostok : Pavel Popovitch, Youri Gagarine, Valentina Terechkova, Andrian Nikolaïev, Valeri Bykovski et Guerman Titov.

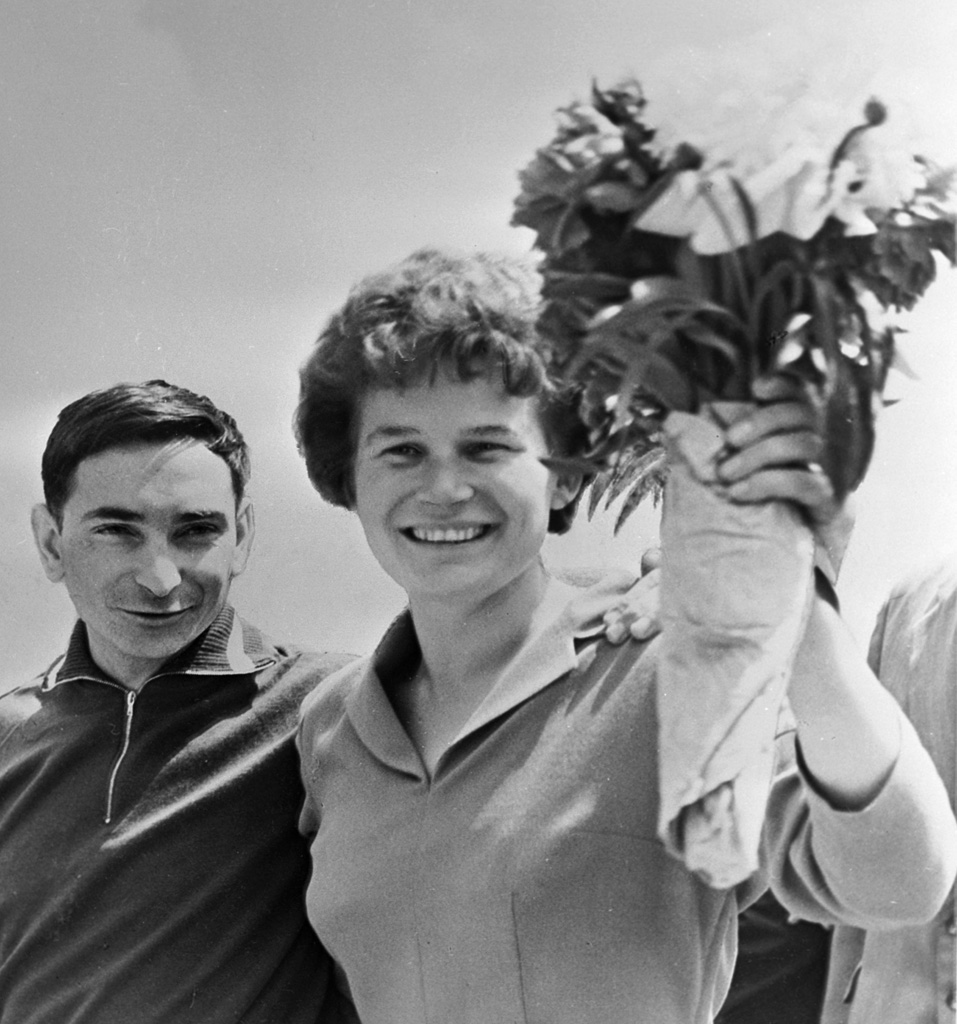
Terechkova avec Valeri Bykovski après le retour sur Terre en juin 1963.

Lorsque le groupe des cinq apprenties cosmonautes, dont Terechkova, arrive en mars 1962 au centre d'entraînement dans la banlieue de Moscou, elles se retrouvent dans une unité militaire qui, avec ses procédures et sa discipline, leur est totalement étrangère. Certains de leurs collègues masculins, notamment Guerman Titov, expriment leur scepticisme quant à leurs capacités. Dans un premier temps, elles forment un groupe soudé pour faire front dans cet environnement auquel elles sont peu préparées.
Terechkova et ses collègues, dans le plus grand secret y compris des familles,, commencent à suivre une succession d'entraînements destinés à les préparer aux conditions les plus extrêmes qu'elles sont susceptibles de rencontrer au cours de leur mission spatiale. Elles doivent effectuer des tâches complexes dans une pièce dont la température a été portée à des températures élevées, s'entraîner en centrifugeuse pour résister aux accélérations qu'elles subiront au lancement et au retour sur Terre et séjourner plusieurs jours dans une pièce complètement insonorisée pour tester leur résistance psychique (au cours de cette épreuve Terechkova récite à voix haute des poèmes de Pouchkine). Elles reçoivent une formation de base sur l'instrumentation de cockpit à bord d'un biturbopropulseur Illouchine 14 puis à bord d'un chasseur biplace MiG-15 et se familiarisent avec les commandes de vol sans toutefois piloter. Terechkova effectue 23 vols cumulant un total de près de 16 heures. Les candidates s'entraînent également à sauter en parachute au-dessus de la mer Noire équipées d'une lourde combinaison spatiale avec le matériel de survie (plus de 130 kg en tout) afin de simuler la phase de fin de mission (les cosmonautes n'atterrissaient pas dans leur capsule mais s'éjectaient de celle-ci à haute altitude avant de descendre sous un parachute).
Les cinq femmes rencontrent brièvement le mystérieux responsable du programme spatial soviétique Sergueï Korolev. Contrairement à ce que craignait Terechkova, il se comporte de manière ouverte et simple tout en démontrant qu'il connait très bien leurs parcours respectifs. Tous leurs collègues masculins étant militaires de carrière dans l'Armée de l'Air, les cinq femmes sont également incorporées dans ce corps de l'armée soviétique. Fin 1962 elles reçoivent toutes le grade de sous-lieutenant. Terechkova et ses quatre camarades suivent par ailleurs des cours théoriques portant sur les techniques spatiales, la navigation astronomique et les spécifications des engins spatiaux utilisés. Gagarine, qui joue un rôle central dans l'entraînement, ne tarit pas d'éloges au sujet de Terechkova qu'il trouve très douée aussi bien dans l'entraînement au vol que dans les disciplines théoriques. Sa stature fragile masque, selon lui, une grande force de caractère qui s'accompagne d'une grande modestie.

#### Sélection finale
Les responsables politiques soviétiques envisagent de lancer deux vaisseaux simultanément reproduisant le vol conjoint de Vostok 3 et Vostok 4 réalisé en août 1962. Vostok 5 sera lancé en premier puis Vostok 6 emportant la candidate qui aura été sélectionnée. Kouznietsova et Yorkina, qui ont démontré certaines faiblesses au cours de l'entraînement, sont éliminées de la course pour cette première mission mais restent dans le corps des cosmonautes. Les trois candidates restantes - Soloviova, Ponomariova et Terechkova - s'entraînent désormais avec les deux candidats masculins proposés pour la mission Vostok 5 : Valeri Bykovski et Boris Volynov. Les trois femmes passent leur examen final à la fin de l'année 1962. Ponomariova est la mieux notée aussi bien au niveau pratique que théorique mais l'idéologie joue un rôle important dans le processus de sélection. Le responsable du centre d'entraînement Nikolaï Kamanine, un communiste zélé, critique son franc-parler, son caractère indépendant et la trouve trop sûre d'elle. Selon Kamanine, Soloviova, quant à elle, a des résultats corrects aussi bien sur les sujets théoriques que pratiques, mais est trop sûre d'elle, a un caractère solitaire et s'investit peu dans les tâches sociales,. La préférée de Kamanine est Terechkova, qu'il qualifie respectueusement de Gagarine en jupon,,, car elle a d'excellents résultats à ses tests mais est également un modèle de « bonnes manières »,. Kamanine propose de sélectionner Terechkova avec comme remplaçante Soloviova. À la suite de cet examen final, les candidates sont envoyées deux mois dans une station située dans l'Oural pour reprendre des forces,.
Les responsables politiques hésitent entre plusieurs scénarios pour les deux vols programmés. Ils envisagent d'envoyer une femme dans chaque vaisseau. Au cours d'une réunion du Comité central du Parti communiste de l'Union soviétique, qui a lieu le 21 mars 1963, ils tranchent pour un vol mixte. La sélection des candidats est décidée par la Commission d'État qui se réunit le 11 mai et dont les conclusions sont confirmées le 4 juin. Le choix de la cosmonaute est fortement débattu. Keldysh et le maréchal Roudenko qui représentent l'Académie des sciences soutiennent la candidature de Ponomariova, tandis que Khrouchtchev, Gagarine, Korolev, Tiouline et Mrykine sont en faveur de Terechkova,, moins pour ses compétences que pour la dimension idéologique qui l'entoure,. Finalement, celle-ci est sélectionnée avec comme remplaçantes Soloviova et Ponomariova, après 15 mois d'entraînement. L'homologue masculin de Terechkova est Bykovski qui a pour remplaçant Volynov,.

### Déroulement de la mission historique

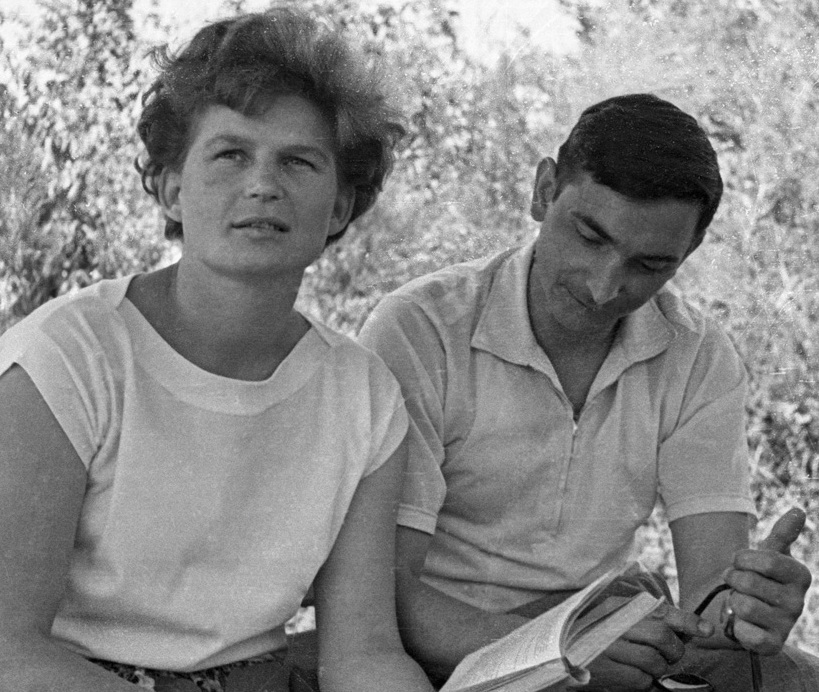
Valentina Terechkova et Valeri Bykovski préparant leurs vols respectifs en 1963.

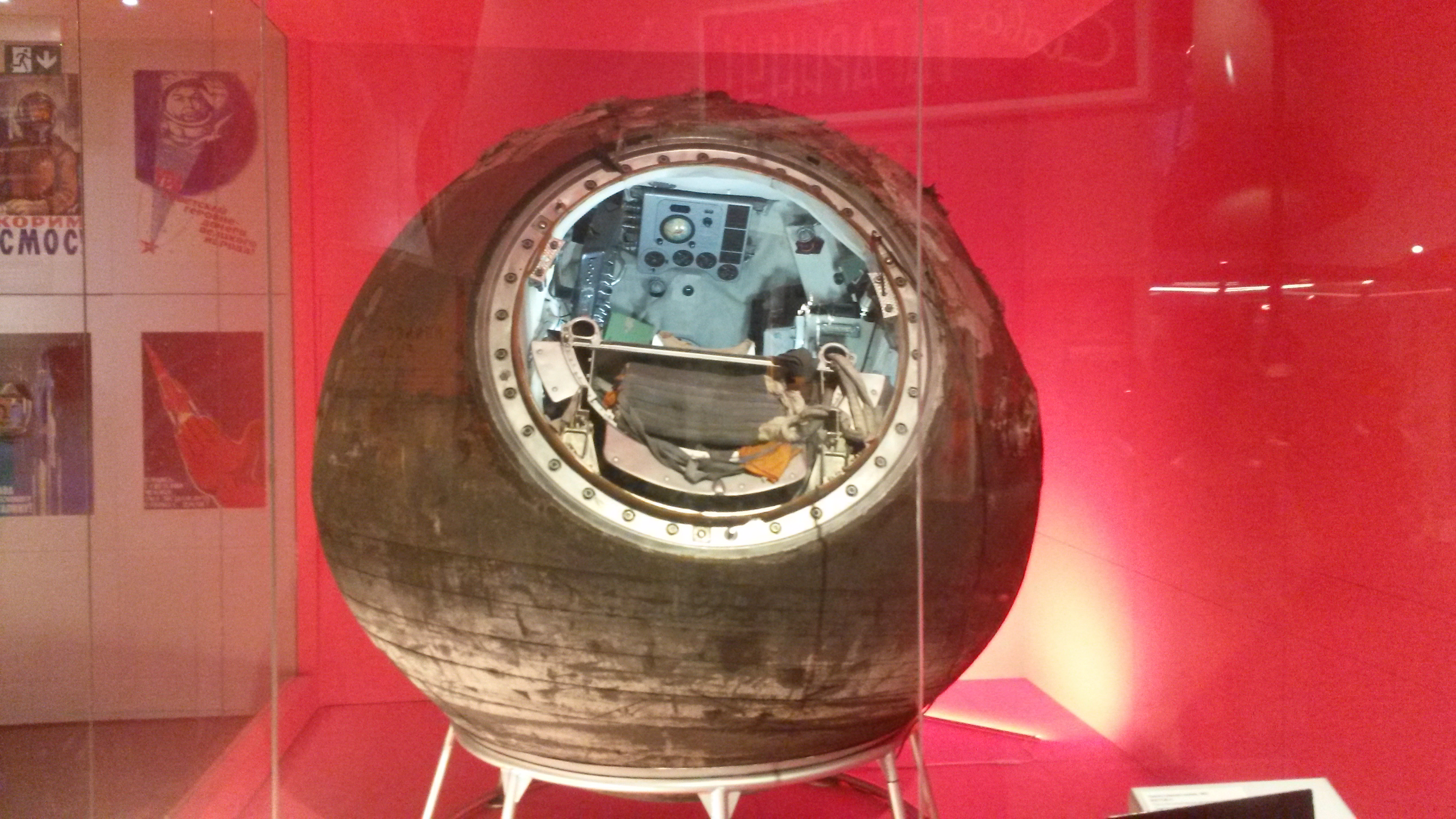
Capsule de la mission Vostok 6.

Le premier des deux vaisseaux, Vostok 5, emportant Valeri Bykovski, décolle du cosmodrome de Baïkonour le 14 juin 1963 après plusieurs problèmes de mise au point qui retardent le départ de plusieurs heures. Terechkova assiste au décollage depuis un immeuble voisin puis félicite par radio son camarade une fois celui-ci en orbite. Alors que Bykovski tourne toujours autour de la Terre, elle décolle à son tour à bord de Vostok 6 deux jours plus tard, le 16 juin à 12 h 29 heure locale,, alors âgée de 26 ans. Son indicatif radio est Tchaïka (mouette en russe, surnom qu'elle portera toute sa vie,). Avant le décollage de la capsule, les problèmes démarrent avec une combinaison spatiale inadaptée pour Terechkova. Le décollage se déroule de manière nominale. Le vaisseau circule sur une orbite de 180,9 × 231,1 km avec une inclinaison orbitale de 64,95°. Le plan orbital fait un angle de 30° avec celui du vaisseau de Bykovski si bien que les deux vaisseaux ne sont proches que deux fois par orbite durant quelques minutes. Le vol est annoncé par les autorités soviétiques avec un flot de propagande liant le vol de la première femme dans l'espace aux progrès inévitables du socialisme. Peu de journalistes occidentaux comprennent qu'il s'agit pour l'essentiel d'un exercice de propagande. Terechkova, une fois en orbite, est émerveillée par la beauté de la Terre vue de l'espace. Une liaison radio est établie avec Bykovski et les deux cosmonautes échangent des informations sur leurs vols respectifs,. bien qu'ils puissent engager des conversations plus banales, Terechkova chantant ainsi parfois à Bykovski, du Hugues Aufray. Une caméra de télévision a été installée dans les deux capsules et les images diffusées dans le monde entier montrent une Terechkova souriante tandis qu'un crayon et un carnet flottent devant elle. Les télémesures transmises par le vaisseau sont bonnes et Terechkova ne semble pas souffrir du mal de l'espace,. Mais, en réalité, durant les premières orbites, elle ressent les mêmes symptômes que Guerman Titov qui avait été fortement handicapé par ce problème durant sa mission,,, ; épuisée, elle dort ainsi fréquemment, ce qui perturbe les tâches qu'elle doit réaliser,.  « Nous avons commencé avec Bykovski notre vol cosmique jumelé. Une liaison sûre par radio a été établie entre nos vaisseaux cosmiques. Nous naviguons à une distance rapprochée, tous nos systèmes de nos vaisseaux fonctionnent normalement. Nous nous portons bien ». Durant sa quatrième orbite, le dirigeant de l'Union soviétique, Nikita Khrouchtchev échange avec elle quelques propos légers par radio en la félicitant et en lui souhaitant une bonne fin de mission : « On vous appelle « Mouette », mais permettez-moi de vous appeler Valia, Valentina. Je suis très heureux, et je suis fier, paternellement, qu'une fille de chez nous, une jeune fille du pays des soviets soit la première à voler dans l'espace en possession des moyens techniques les plus perfectionnés ». La presse occidentale a été informée de l'événement, mais elle dispose de très peu d'informations et elle en est réduite à spéculer sur l'objectif et le déroulement des deux missions soviétiques. Le secret entourant le programme spatial soviétique s'étend même aux plus proches parents des personnes directement impliquées dans le programme. La mère de Terechkova est persuadée que les activités de sa fille à Moscou sont liées à sa passion pour le parachutisme. Elle apprend ainsi avec stupeur en écoutant un message que Valentina lui a plus particulièrement adressé par radio depuis son vaisseau, que celle-ci est la première femme à voler dans l'espace. Elle en voudra longtemps à sa fille de lui avoir menti pour ne pas enfreindre les consignes du secret,.
Le deuxième jour du vol, les contrôleurs au sol s'inquiètent. Bien qu'elle continue aujourd'hui d'affirmer le contraire, Terechkova présente les symptômes du mal de l'espace. Sur les images retransmises par la caméra embarquée, elle semble manifestement affaiblie et fatiguée. Plus grave, elle ne parvient pas à réaliser l'exercice consistant à modifier l'orientation du vaisseau à l'aide de commandes manuelles,. Or cette manœuvre est la seule solution de secours pour déclencher la rentrée atmosphérique et le retour sur Terre en cas de défaillance d'un système automatique, qui ici est programmé pour remonter la capsule au lieu de la rapprocher de la Terre,. Le lendemain, dernier jour de son vol, elle effectue finalement l'exercice qu'elle n'avait pas réalisé la veille, à l'aide d'instructions transmises depuis la Terre, mais les communications se coupent temporairement de manière inquiétante avant l'opération d'atterrissage. Alors que le vaisseau boucle sa 48e et dernière orbite,, les équipements déclenchent automatiquement le changement d'orientation du vaisseau puis la mise à feu des rétrofusées qui le ralentissent entraînant la rentrée dans l'atmosphère. Une fois le vaisseau suffisamment ralenti, il déploie un parachute. Arrivé à sept kilomètres d'altitude, des boulons explosifs déclenchent l'expulsion de l'écoutille située au-dessus de la tête de Terechkova et deux secondes plus tard le siège éjectable est catapulté par des charges pyrotechniques à l'extérieur de la cabine avec la cosmonaute sanglée dans celui-ci. À quatre kilomètres d'altitude, le siège est à son tour largué et Terechkova poursuit sa descente sous un parachute distinct. Sous elle, se trouve un grand champ bordé par un lac. Elle craint à un moment de se poser dans l'eau mais des vents soutenus l'éloignent finalement du lac. Enfreignant les consignes, elle lève la tête pour observer la canopée de son parachute et reçoit sur le visage un débris de métal qui lui laisse une coupure sur le nez, blessure qui sera maquillée pour les cérémonies officielles. Finalement, elle atterrit à 11h20 (heure de Moscou) dans un champ de blé situé dans le sud de l'Oural, à 700 kilomètres au nord-est de la ville de Karaganda. Son vol a duré 70 heures et 43 minutes. Bykovski, à bord de Vostok 5, atterrit trois heures après Terechkova. Son vol a été émaillé d'incidents et comme Gagarine et Titov, au moment de la rentrée dans l'atmosphère, le module de service ne s'est pas détaché immédiatement, comme prévu, du module de descente. L'ensemble s'est mis en rotation jusqu'à ce que la chaleur fasse fondre les câbles solidarisant les deux modules.
Des ouvriers d'une ferme collective proche ont observé fascinés la descente du vaisseau, du siège éjectable et de Terechkova vers le sol. Ils s'approchent de cette dernière et sont rejoints peu après par des ouvriers qui étaient en train de construire un pont sur une rivière située à proximité. Terechkova, qui a enfilé un survêtement plus confortable, rassemble sa combinaison spatiale, le parachute et le siège éjectable et tente d'amener le tout près du vaisseau qui s'est posé environ 300 mètres plus loin. Les ouvriers agricoles qui l'ont rejointe l'aident en portant le siège. Elle se fait ensuite transporter au village le plus proche pour téléphoner aux autorités et leur indiquer son lieu d'arrivée à des dizaines de kilomètres du lieu d'atterrissage planifiée. Elle parvient à contacter Khrouchtchev à qui elle fait un bref résumé de sa situation, puis elle est ramenée près de son vaisseau. Un peu plus d'une heure ou cinq heures après son atterrissage, une équipe médicale est parachutée depuis un petit avion et la rejoint. Terechkova est en bonne santé. Elle a même mangé le pain et le sel qui lui ont été offerts comme le veut la tradition russe lorsqu'on a un invité. Elle a également consommé du fromage fermenté, des gâteaux et du lait que lui ont donnés les travailleurs. En échange elle leur a cédé la nourriture stockée dans son vaisseau qui lui restait. L'équipe médicale, qui comptait examiner sa condition physique immédiatement après son vol en prenant en compte ce qu'elle avait pu consommer dans l'espace, lui reprochera par la suite ces deux actes.
Elle devient ainsi la première femme à voler dans l'espace et reste à ce jour la seule femme ayant voyagé en solitaire dans l’espace, ainsi que la plus jeune cosmonaute à l'âge de 26 ans. Peu après le retour de Terechkova, le directeur du programme spatial russe juge l'opération trop dangereuse et décide de ne plus envoyer de femmes dans l'espace, et ce malgré la protestation de femmes cosmonautes. La deuxième femme, Svetlana Savitskaïa — également Soviétique —, suivra 19, ou 20 ans plus tard, la première Américaine, Sally Ride, 20 ans plus tard, et la première Française, Claudie Haigneré, 30 ans plus tard. Terechkova reste néanmoins la seule femme à être rentrée dans l'espace sans coéquipier,.

### Triomphe officiel et critiques internes

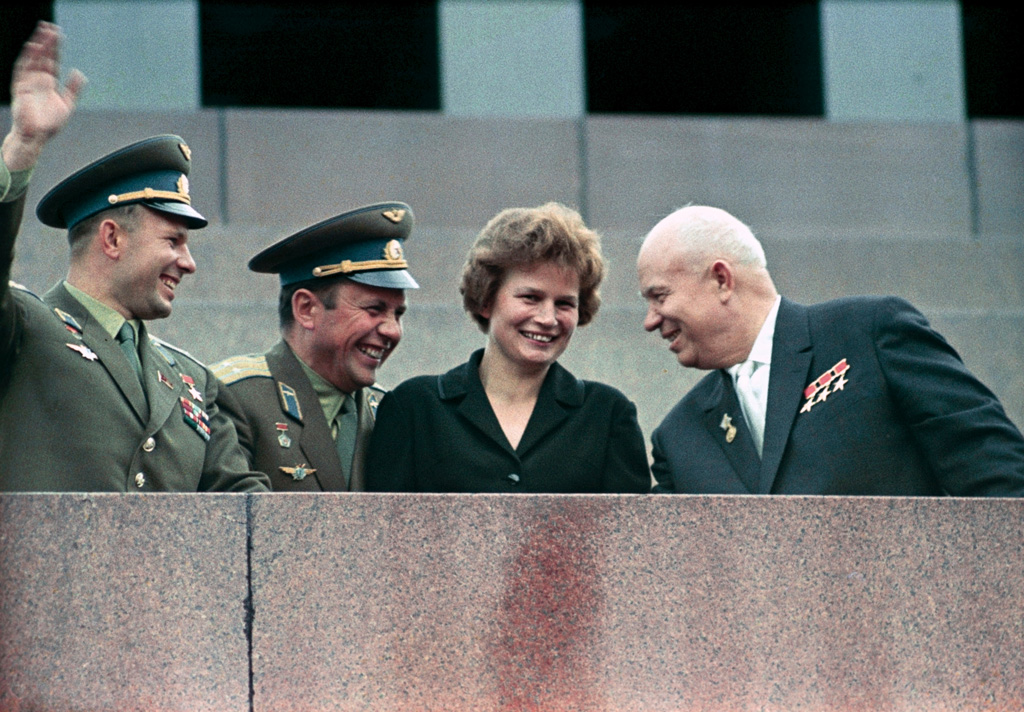
Terechkova, avec le dirigeant de l'Union soviétique Nikita Khrouchtchev et les cosmonautes Popovitch et Gagarine lors de la cérémonie donnée peu après son retour sur Terre sur la Place Rouge le 22 juin 1963.

Peu après son atterrissage, Terechkova est rapatriée sur Moscou où l'attend une réception triomphale. Accompagnée de Valeri Bykovski, elle participe à une cérémonie officielle donnée en leur honneur sur la place Rouge. La foule ovationne les deux cosmonautes et applaudit lorsque le dirigeant soviétique Khrouchtchev, joueur, pousse Andrian Nikolaïev dans les bras de Terechkova avec qui l'astronaute avait noué une relation d'amitié avant son vol. Terechkova et Bykovski se voient attribuer les deux plus hautes récompenses du pays : ils se voient décerner le titre de héros de l'Union soviétique et reçoivent l'ordre de Lénine.
Le lendemain de l'exploit, elle est invitée à rejoindre l'Organisation des Nations unies avec Gagarine où ils sont reçus chaleureusement.
Mais les rapports sur les performances de Terechkova durant son vol sont tous négatifs. Le responsable de l'entraînement des cosmonautes, Nikolaï Kamanine, note que Terechkova s'est rapidement fatiguée, a peu mangé et a dormi beaucoup. Sa capacité de travail a été inférieure à ce qui était attendu. À plusieurs reprises durant le vol elle n'a pas effectué les tâches prévues, notamment durant la phase finale où elle devait commenter le fonctionnement du système de contrôle d'attitude et indiquer ses sensations durant la rentrée atmosphérique. Le responsable médical indique dans son rapport que Terechkova a été malade durant les 32e et 42e orbite, que son appétit a diminué, qu'elle a vomi et que son activité cardiaque s'est ralentie. Boris Tchertok, adjoint de Korolev et responsable du système de contrôle d'attitude, veut déterminer pour quelle raison Terechkova n'a pas pu utiliser les commandes manuelles. Est-ce qu'il fallait être un pilote pour y arriver ? Une réunion informelle est organisée entre l'équipe d'ingénieurs de Tchertok et Terechkova pour tirer la question au clair. Mais Korolev l'interrompt dès le début et demande un entretien en tête-à-tête de 10 minutes avec la cosmonaute. Celui-ci dure 30 minutes et lorsque Terechkova réapparaît quelques minutes après le départ de Korolev, elle a les yeux larmoyants et est visiblement abattue. Tchertok, conscient qu'il n'obtiendra pas les informations attendues, renonce à poursuivre la réunion. Korolev notera par la suite que Soloviova et Ponomariova étaient bien mieux préparées pour ce vol, mais qu'aucune de ces deux femmes ne pouvait égaler Terechkova quand il s'agissait d'influencer les foules, de susciter les sympathies et de se produire devant une audience. Et c'est pour cette raison qu'elle avait été la première femme à voler dans l'espace. Terechkova niera toutes ces critiques et indiquera qu'elle a effectivement ressenti de la fatigue durant la mission mais qu'elle n'aurait pu remplir son programme si elle avait été malade,. Sans nier que la mission de Terechkova est loin d'être le succès triomphal officiel, Asif A. Siddiqi, chroniqueur du programme spatial soviétique, attribue en partie ces appréciations critiques à la misogynie ambiante. Guerman Titov, qui avait été également fortement handicapé par le mal de l'espace durant sa mission, n'avait pas été pour autant blâmé par Korolev et Kamanine.
Dans le contexte de la Guerre froide, les problèmes rencontrés au cours du vol sont maintenus secret, par le gouvernement afin de ne pas entacher l'image de la mission selon France Culture, alors que Sciences et Avenir affirme que le constructeur de la navette a également demandé à Terechkova de n'en parler à personne. Les secrets sont finalement révélés en 2011 au cours d'entrevues avec Terechkova,.

Terechkova en tournée
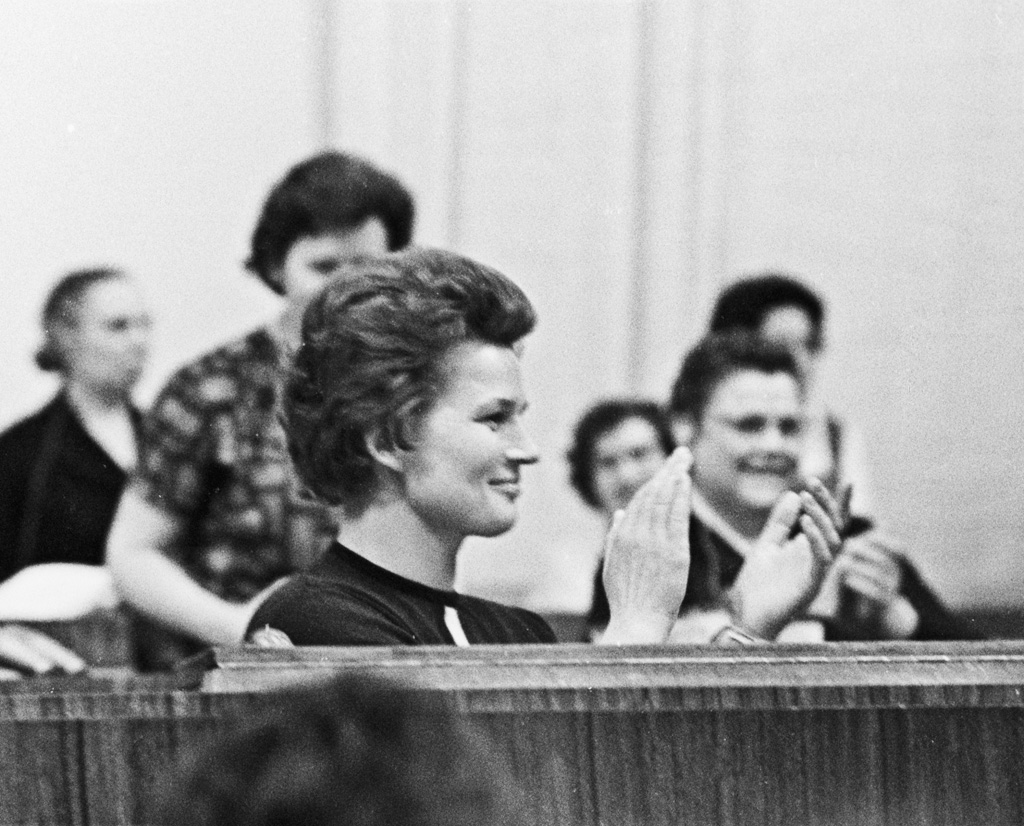
Terechkova photographiée par Max Alpert (1963) durant le Congrès mondial des femmes le 25 juin 1963.
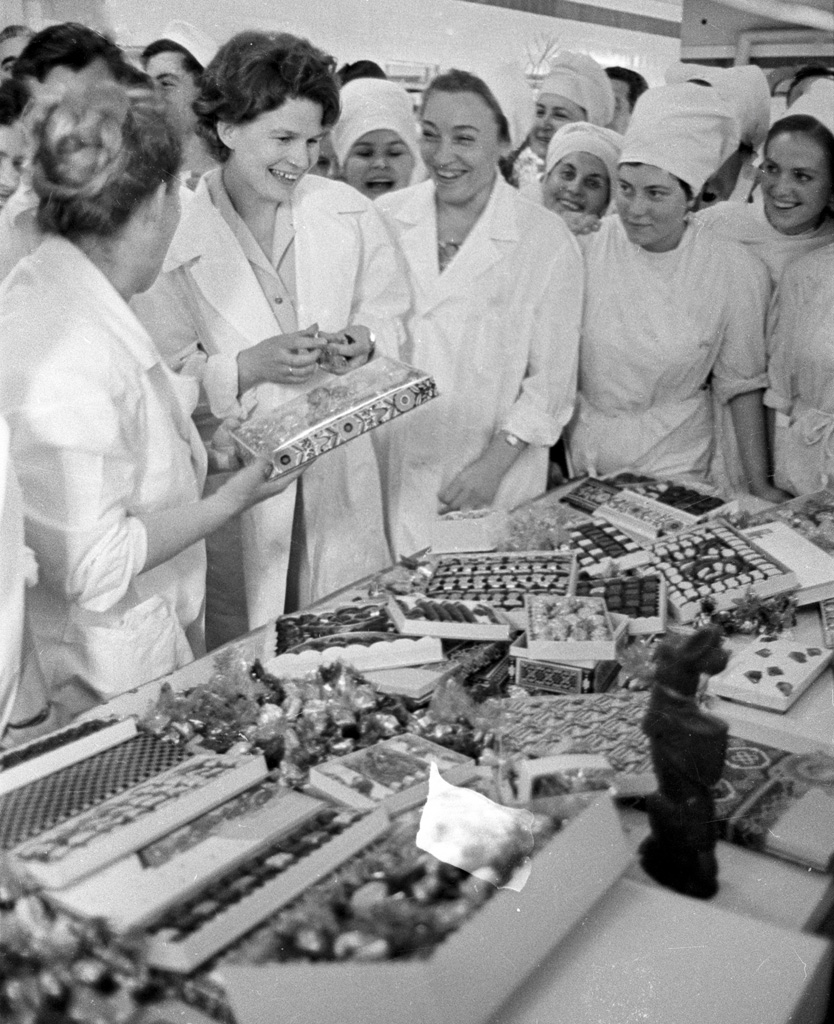
Terechkova en visite dans une usine de Lvov en 1967.
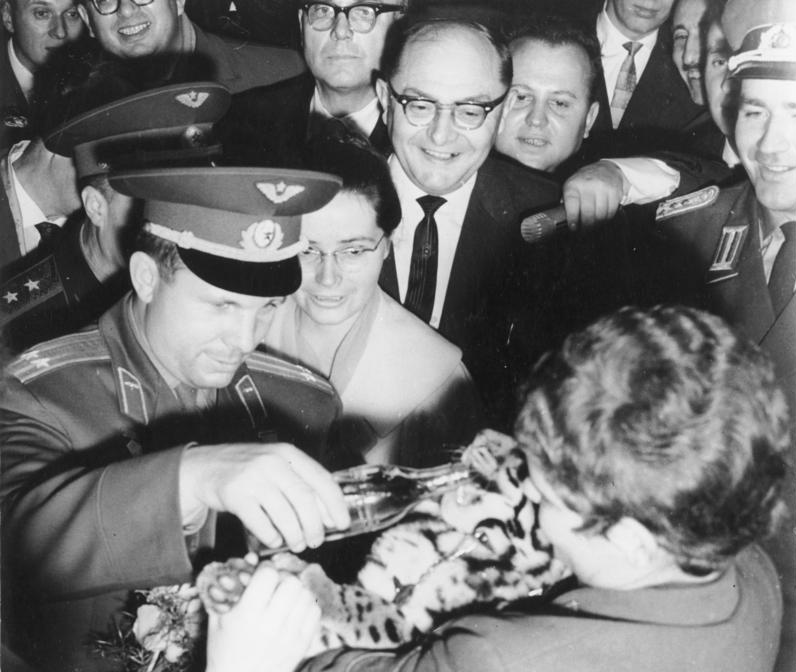
Terechkova et Gagarine en visite au Tiergarten de Berlin en octobre 1963.

### Vie postérieure

#### Représentante politique

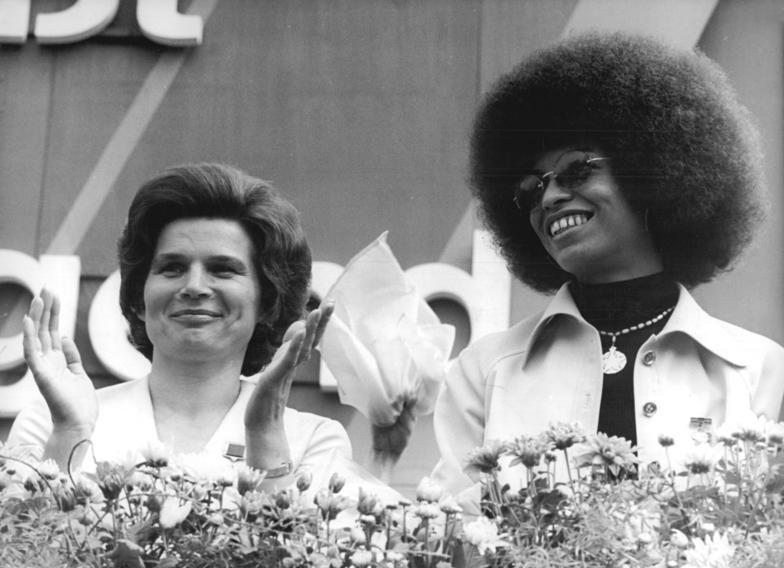
Terechkova et Angela Davis durant une manifestation sportive en Allemagne de l'Est (1973).

Après ce vol, Terechkova enchaîne les visites en Union soviétique et dans le monde entier. Elle effectue 43 tournées à l'étranger entre 1963 et 1970, dont une en France du 10 au 22 mai 1965 en compagnie de Nikolaïev. En 1966, elle devient membre du Conseil mondial de la paix, une organisation internationale contrôlée par l'Union soviétique et militant pour la paix tout en diabolisant les pays occidentaux. Elle est le représentant de l'Union soviétique à l'Année internationale des femmes qui a lieu à Mexico en 1975. Le 7 février 2014, elle est une des huit personnalités qui portent le drapeau olympique lors de la cérémonie d'ouverture des Jeux olympiques d'hiver de 2014 à Sotchi.

#### Fin de la carrière de cosmonaute
Bien que devenue mère en juin 1964 et malgré ses nombreuses tournées à l'étranger et en Union soviétique, Terechkova veut poursuivre sa carrière de cosmonaute. Dans ce but elle suit un cycle de formation à l'Académie des ingénieurs de l'Armée de l'air Joukovski. En 1967, alors que des rumeurs sur l'envoi de Soviétiques sur la Lune deviennent plus insistantes, elle annonce lors d'une visite à Cuba, qu'une équipe de cosmonautes, dirigée par Gagarine, s'entraîne effectivement dans ce but et qu'elle en fait partie. Des années plus tard, la liste des cosmonautes à l'entraînement sera dévoilée et Terechkova n'y figure pas. La mort de Youri Gagarine, le 27 mars 1968, au cours d'un vol d'entraînement sur un chasseur Mig, la secoue fortement car elle le considérait pratiquement comme un frère. Les responsables soviétiques, qui ne souhaitent pas perdre un autre symbole des triomphes de l'astronautique soviétique, font pression pour qu'elle ne prenne plus de risques et elle n'est plus autorisée à pratiquer le parachutisme et le pilotage.
Le corps des femmes cosmonautes reste actif jusqu'en 1966 dans l'éventualité d'un vol spatial exclusivement féminin, mais ce corps est dissous en 1968 ou 1969. Plus aucune Soviétique n'ira dans l'espace jusqu'au vol de Svetlana Savitskaïa en 1982. Lorsque la carrière de cosmonaute est de nouveau ouverte aux femmes en 1978, Terechkova passe avec succès les examens médicaux pour être qualifiée. Elle ne revolera pas mais occupera par la suite un poste d'instructeur au Centre d'entraînement des cosmonautes Youri-Gagarine. En 1969, elle obtient son diplôme d’ingénieur en aéronautique au sein de l'Académie Joukovski de l'Armée de l'Air,. En avril 1977, elle décroche un doctorat en ingénierie aéronautique, avec une thèse sur le moteur de freinage pour vaisseau orbital. En 1976, elle est nommée colonel des forces aériennes soviétiques. En mai 1995 elle est promue au rang honoraire de major général des forces de réserve et en avril 1997,, ayant atteint l'âge de 60 ans elle est mise automatiquement à la retraite de son poste dans l'armée.
En 2020, malgré son âge avancé de 76 ans, Valentina Terechkova s'est dite « prête » et désireuse d'effectuer un voyage vers Mars,,.

#### Carrière politique

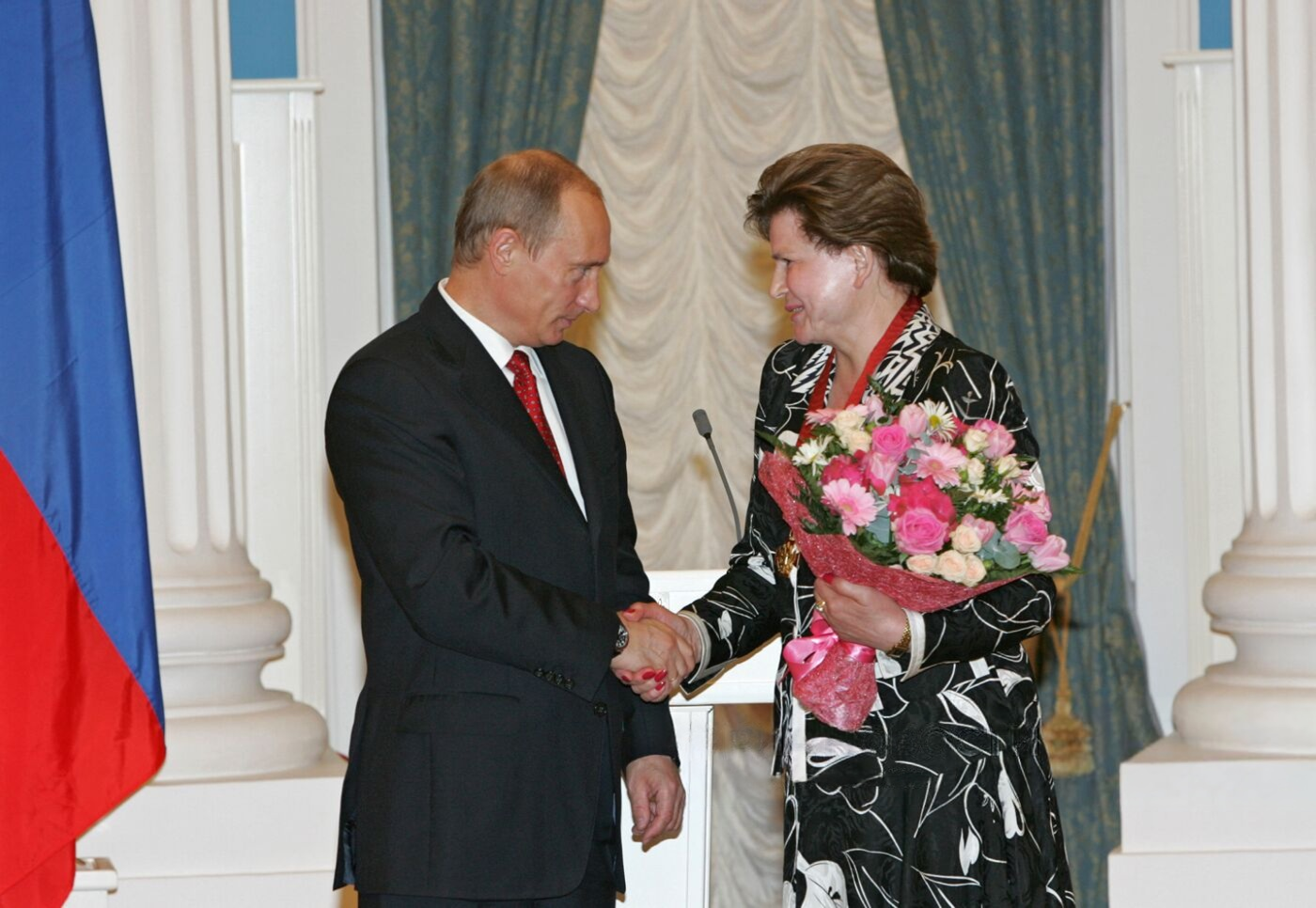
Tereshkova avec Vladimir Poutine en 2007.

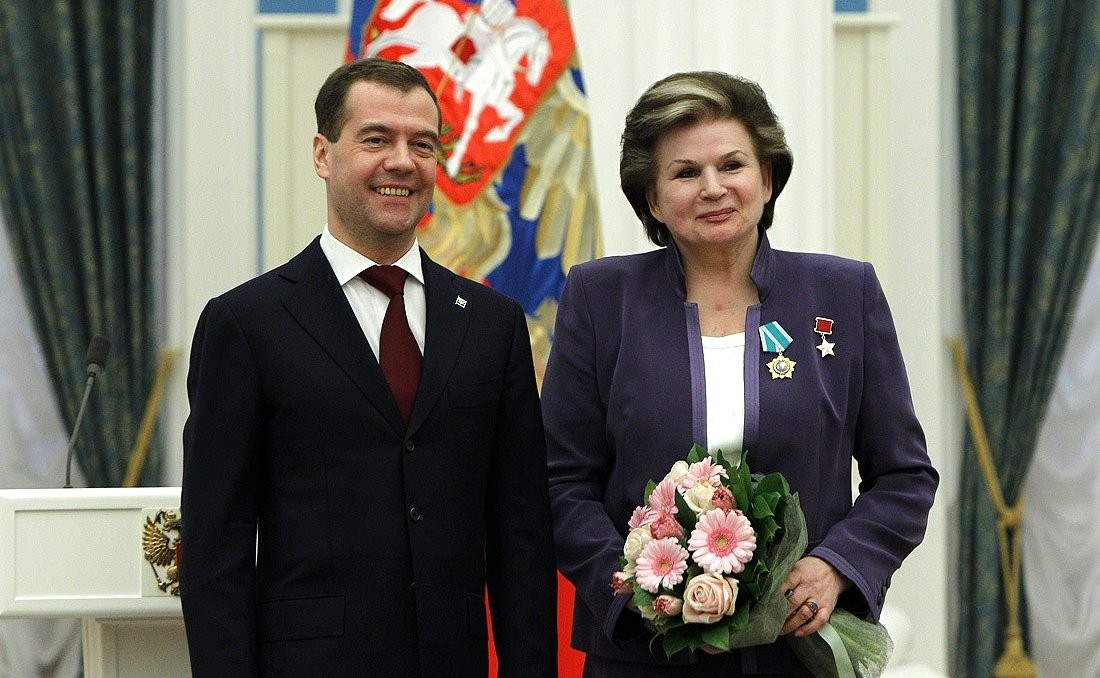
Dmitri Medvedev décerne l'ordre de l'amitié à Valentina Terechkova le 12 avril 2011.

Terechkova occupe plusieurs postes dans les plus instances politiques du pays. En 1968, elle dirige le comité des femmes du Soviet suprême. Elle est membre du Comité central du Parti communiste de l'Union soviétique (exécutif) de 1969 à 1991 et membre du Præsidium du Soviet suprême de 1974 à 1989,. Depuis 2011, elle est députée à la Douma régionale de Iaroslavl sur la liste du parti Russie unie de Vladimir Poutine, et vice-présidente de cette assemblée. En 2011, elle est élue à la Douma de Russie (assemblée nationale) comme représentante de Iaroslavl sous l'enseigne du parti Russie Unie. Elle y est réélue en 2016 comme députée représentant la circonscription de Iaroslavl, Ivanovo, Kostroma et Tver sur la liste du parti Russie Unie.[réf. nécessaire]
En 2011, elle est élue à la Douma d'État de Russie par le parti Russie unie sur la liste régionale de Yaroslavl. Terechkova, avec Elena Mizoulina, Irina Iarovaïa et Andreï Skotch,,, est membre d'un groupe interfactionnel de députés pour la protection des valeurs chrétiennes ; à ce titre, elle a soutenu l'introduction d'amendements à la Constitution russe, selon lesquels « l'orthodoxie est la base de l'identité nationale et culturelle de la Russie ». Elle est aussi vice-présidente de la commission de la Douma d'État sur la structure fédérale et l'autonomie locale depuis le 21 décembre 2011.[réf. nécessaire]
En mars 2020, alliée de Vladimir Poutine, Valentina Terechkova provoque la polémique en proposant un amendement constitutionnel qui supprime la limite de mandats présidentiels pour un président de Russie. Bien que cette proposition de loi passe à l'unanimité au parlement, l’opposition russe estime que cette modification a pour objet de permettre à Vladimir Poutine de rester à la tête du pays jusqu’en 2036. Du fait de son soutien à l'invasion de l'Ukraine, Valentina Terechkova est épinglée en septembre 2022 par les États-Unis dans une liste de députés russes à sanctionner.

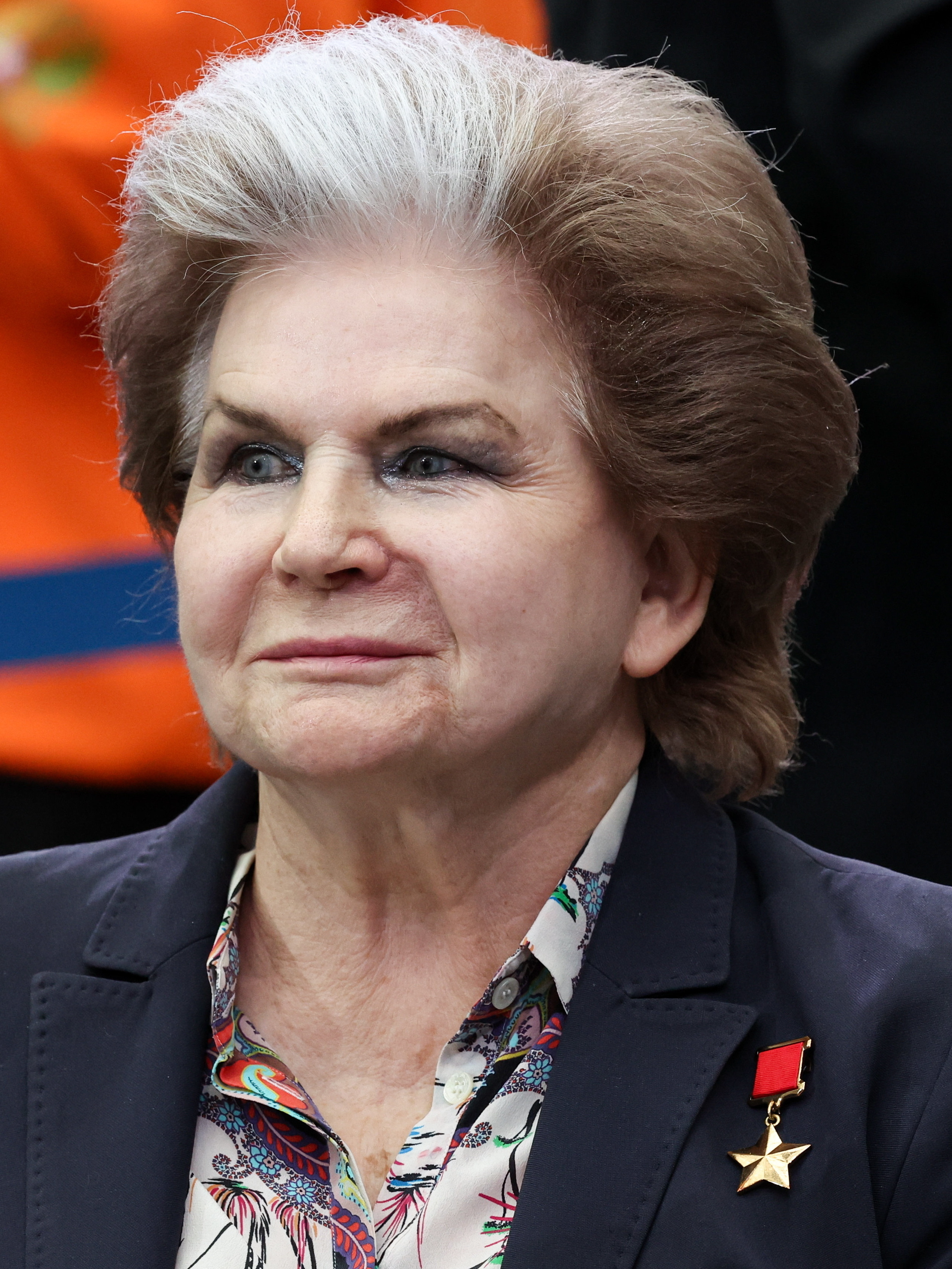
Valentina Terechkova en 2024.

### Vie privée

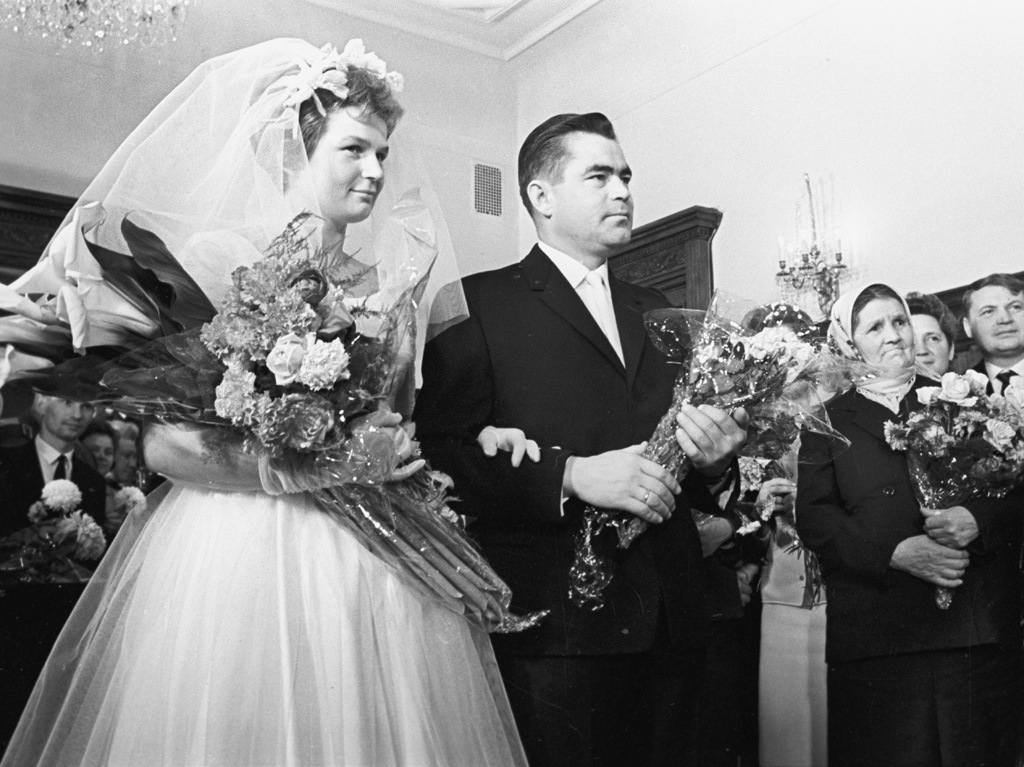
Mariage de Terechkova et Andrian Nikolaïev le 3 novembre 1963.

Valentina Terechkova épouse le cosmonaute Andrian Nikolaïev, le 3 novembre 1963, en présence des principaux dirigeants du pays. Cette union a été encouragée par les responsables du programme spatial soviétique qui veulent offrir un conte de fées au pays. Les correspondants de presse étrangers sont invités à la réception organisée pour le mariage par les responsables soviétiques, une première dans l'histoire de l'URSS. Sont également présents Khrouchtchev, qui a offert en cadeau de mariage un appartement de sept pièces situé dans le quartier hébergeant l'élite du régime, et les deux principaux responsables du programme spatial soviétique, Korolev et le spécialiste de la motorisation Valentin Glouchko. Leur rôle réel est tu par les autorités (dans la presse soviétique Korolev était uniquement désigné sous l'appellation Grand Concepteur ou Chef théoricien avec des majuscules) mais le correspondant du New York Times parvient la semaine suivante à identifier leur rôle grâce aux données officieuses collectées. Valentina Terechkova donne naissance le 8 juin 1964 à une petite fille, Elena, devenue médecin par la suite et qui est le premier enfant né de parents ayant tous deux volé dans l'espace. Le couple se sépare peu après et divorce en 1982. Elle se remarie par la suite avec un chirurgien qu'elle a rencontré à la Cité des Étoiles.
En parallèle de son implication politique à la Douma, Valentina Terechkova s'investit après la fin de l'URSS dans des associations caritatives privées pour orphelins.

#### Attentat contre Brejnev
Le 22 janvier 1969, Valentina Terechkova se rend au Kremlin pour une cérémonie officielle. Elle se tient avec les cosmonautes Leonov, Beregovoï et Nikolaïev dans une ZIL 111 décapotable à l'avant d'un convoi de limousines fermées. Ils saluent la foule dense qui s'est rassemblée sur leur passage lorsqu'un homme, croyant avoir affaire au premier secrétaire Léonid Brejnev, ouvre le feu à huit reprises sur la décapotable alors que celle-ci s'approche de la porte Borovitski qui marque l'entrée du Kremlin. Le chauffeur est tué, mais Terechkova et ses collègues ne sont pas touchés. Cet attentat contre Brejnev a été perpétré par un lieutenant qui, par la suite, est déclaré fou et placé en hôpital psychiatrique. L'événement est pratiquement étouffé par les responsables soviétiques,.

## Distinctions et hommages
- En 2009, Valentina Terechkova reçoit le prix de la « Greatest Woman Achiever of the Century »[54].
- Un cratère de la face cachée de la Lune d'un diamètre de 31 km est baptisé de son nom[55],[8].
- Une étoile est baptisée à son nom[8].
- Elle est citoyenne d'honneur de quinze villes : Kalouga et Iaroslavl en Russie, Vitebsk en Biélorussie, Baïkonour et Karaganda au Kazakhstan, Gyumri en Arménie, Montreuil et Drancy en France, Montgomery au Royaume-Uni, Polizzi Generosa en Italie, Darkhan en Mongolie, Sofia, Bourgas, Pétritch, Stara Zagora, Pleven et Varna en Bulgarie et Bratislava en Slovaquie.[réf. nécessaire]
- La bibliothèque de Iaroslavl porte son nom[réf. nécessaire]. Son parcours est retracé dans le musée des cosmonautes de la ville[56].
- L'astéroïde (1671) Tchaïka est baptisé ainsi en son honneur, d'après son indicatif lors de son vol en tant que première femme astronaute[57].
- En 2017, un timbre ukrainien lui est consacré (voir galerie ci-dessous).
- Elle a le grade civil de conseiller d'État effectif de la fédération de Russie de 1re classe[58].

### Prix et médailles soviétiques et russes

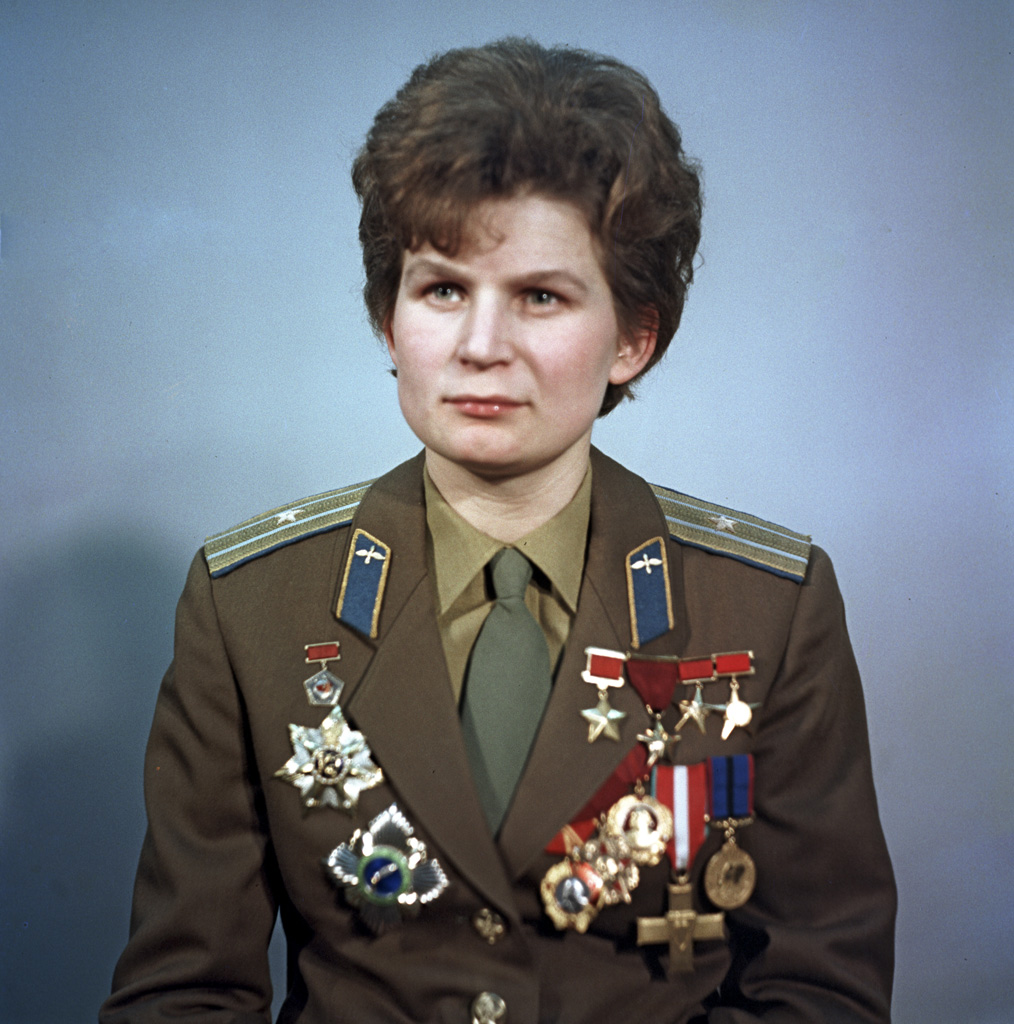
Terechkova en uniforme militaire arborant plusieurs de ses médailles en 1969.

- Héros de l'Union soviétique (1963) pour son vol sur le Vostok 6[59].
- Ordre du Mérite pour la Patrie de 1re classe (2017) pour sa contribution exceptionnelle au renforcement de l'État russe, au développement du parlementarisme et de l'activité législative[60].
- Ordre d'Alexandre Nevski (2013) pour sa contribution au développement du parlementarisme et de l'activité législative[61].
- Ordre de l'Amitié (2003) pour sa contribution au développement et au renforcement des relations internationales scientifiques, culturelles et publiques[62].
- Ordre de Lénine (1981) pour son aide dans le développement et le renforcement des relations avec les forces progressistes publiques et pacifiques des pays étrangers.
- Ordre de la révolution d'Octobre (1971)
- Ordre du Drapeau rouge du Travail (1984) pour ses activités publiques fructueuses[63].
- Médaille du pilote-cosmonaute de l'Union soviétique (1963) pour son vol sur Vostok 6[59].
- Prix d'État de la fédération de Russie (2009) pour ses activités humanitaires[64].
- Russian Federation Presidential Certificate of Honour (en) (2012)[65]

### Prix et médailles étrangers
[réf. nécessaire]
- Médaille du Héros du Travail socialiste de la République populaire Tchécoslovaquie et Médaille de l'ordre de Gottwald (1963)
- Médaille d'or du Héros du Travail socialiste de la République populaire Bulgarie et l'Order of Georgi Dimitrov (en) (1963)
- Ordre de Karl-Marx en RDA (1963)
- Ordre de la Croix de Grunwald 1ère classe en Pologne (1963)
- Order of Tri Shakti Patta (en)au Népal (1963)
- Star of the Republic of Indonesia (en) (1963)
- Ordre de la Volta au Ghana (1964)
- Order of the Flag of the Republic of Hungary (en) (1965)
- Ordre de Sukhe Bator en Mongolie (1965)
- Ordre de l'Étoile en Jordanie (1969)
- Ordre du Mérite civil de Syrie
- Ordre du Nil en Egypte (1971)
- Hero of Labor (Vietnam) (en) (1971)
- Order of Bernardo O'Higgins (en) au Chili (1972)
- Ordre du Soleil au Pérou (1974)
- Ordre de la Plage Girón de Cuba (1974)
- Ordre de l'Amitié du Laos (1997)[66]
- Ordre du Prince Branimir (2003)[67]

## Postérité
Valentina Terechkova reste à ce jour l'unique femme à avoir effectué seule une mission spatiale car par la suite les vaisseaux de taille plus importante permettront d'accueillir un équipage de deux à trois personnes. En 2019 elle reste la plus jeune femme à avoir réalisé un voyage spatial : elle avait 26 ans lors de sa mission. Ses deux dauphines, la Britannique Helen Sharman et la Sud-Coréenne Yi So-yeon, sont âgées de 27 et 29 ans lors de leurs missions respectives. Il fallut attendre dix-neuf ans pour qu'une autre femme aille dans l'espace, la Soviétique Svetlana Savitskaïa, et vingt ans avant qu'une femme d'une autre nationalité s'y lance à son tour, l'Américaine Sally Ride. Par comparaison, le plus jeune des cosmonautes est Guerman Titov, qui avait 25 ans et 11 mois lors de son vol.[réf. nécessaire]

### Symbole de l'égalité entre hommes et femmes
Premier vol spatial habité par une femme, la mission de Valentina Terechkova constitue à la fois une avancée historique majeure pour la représentation des femmes dans les sciences et l’aérospatiale, et un puissant instrument de propagande pour l’Union soviétique, qui y voyait la démonstration éclatante de la supériorité idéologique et technologique du modèle socialiste,,.
Méconnue dans l'Ouest, Valentina Terechkova devient néanmoins un encourageant modèle féminin dans l'Union soviétique pour les femmes,. Des foyers soviétiques portent ainsi son nom pour commémorer ce vol, et Valentina Terechkova fait l'objet d'un grand nombre de produits dérivés à son image, notamment des poupées russes.

## Publications
- Valentina Terechkova et Valeri Bykovski (préf. Youri Gagarine), Bonjour cosmos, Éditeurs français réunis, 1963, 83 p.

## Galerie

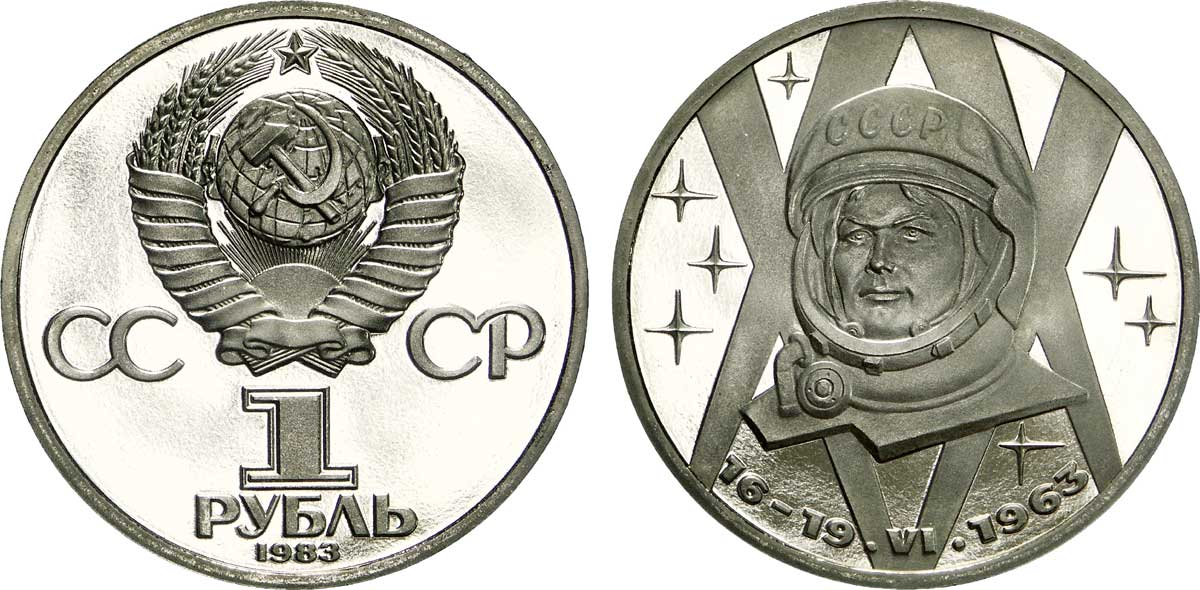
Pièce de 1 rouble commémorant le 20e anniversaire de la première femme dans l’espace, Valentina Terechkova.
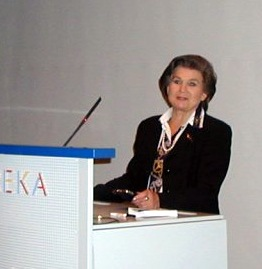
Valentina Terechkova lors d'une visite en Finlande, au centre scientifique Heureka, le 14 septembre 2002.
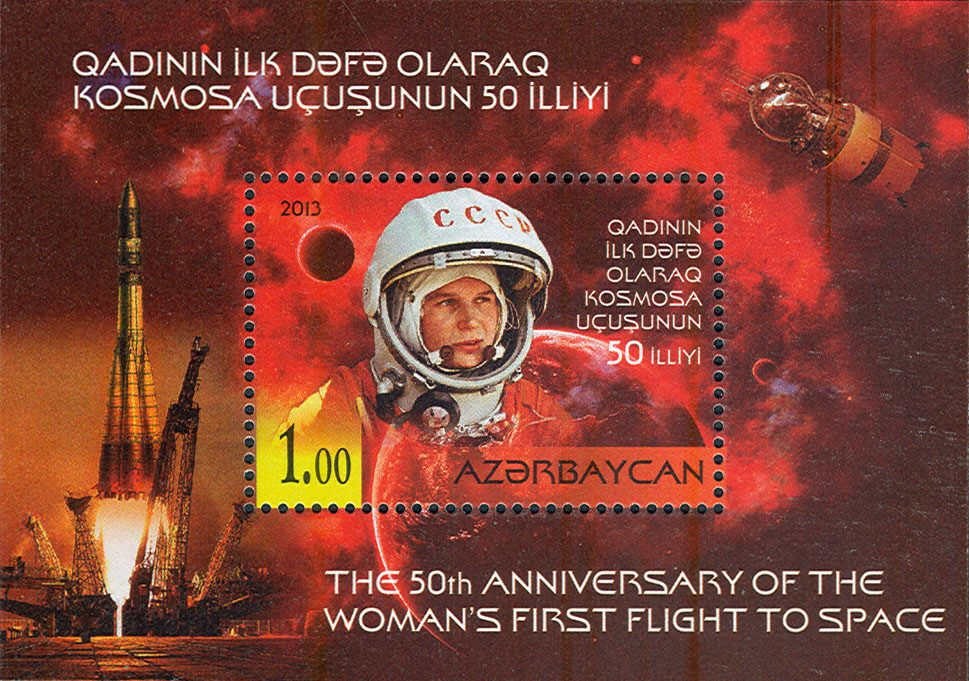
Timbre émis par l'Azerbaïdjan en 2013, à l'occasion du 50e anniversaire du vol spatial de Valentina Terechkova.
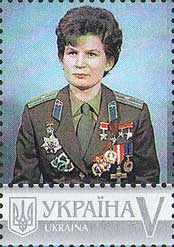
Timbre ukrainien de 2017.